# Piotr Borodin
Piotr Grigorievici Borodin (în rusă Пётр Григорьевич Бородин; n. 23 mai/6 iunie 1905 – d. 1986) a fost un politician sovietic, care a îndeplinit funcția de prim-secretar al Comitetului Regional Moldova al Partidului Comunist din RSS Moldovenească (1939-1942).

## Biografie

### Anii timpurii, educație
Piotr Borodin s-a născut la data de 23 mai/6 iunie 1905. În anul 1926, a devenit membru al Partidului Comunist din Rusia (bolșevic). A absolvit cursurile universitare ale Institutului de Construcții din Dnepropetrovsk, Ucraina (1930), obținând diploma de inginer constructor. A absolvit ulterior (1936) studii de aspirantură la același institut.

### În RSS Moldovenească
În perioada februarie - iunie 1939 a fost secretar 2 al Comitetului Regional Moldova al Partidului Comunist din Ucraina, devenind apoi prim-secretar (iunie 1939 - 14 august 1940). După anexarea Basarabiei de către URSS în iunie 1940, este înființat Partidul Comunist din RSS Moldovenească, iar Piotr Borodin devine prim-secretar al acestuia (14 august 1940 - 11 februarie 1942). De asemenea, în perioada 17 mai 1940 - 25 ianuarie 1949, Piotr Borodin a fost membru al Comitetului Central al Partidului Comunist din Ucraina.
În august 1940, după anexarea Basarabiei de către URSS, conducerea RSS Moldovenești (secretarul Comitetului regional al PCUS, Piotr Borodin, președintele Sovietului Comisarilor Poporului, Tihon Konstantinov și Președintele Prezidiului Sovietului Suprem, Fedor Brovko) a propus ca frontiera de sud a RSS Moldovenești să fie demarcată cu includerea în componența Moldovei a plaselor Reni, Bolgrad, Ismail, a județului Akerman, toate cu o populație majoritară moldovenească. Din păcate, Stalin nu a ținut cont de argumentația lor.
După anexarea Basarabiei, s-a instituit acolo un regim represiv, orientat mai ales împotriva intelectualității și a tuturor celor bănuiți de a fi dușmani ai puterii sovietice. Au fost naționalizate întreprinderile și pământurile așa-numitor „gospodării chiaburești", vehiculându-se ideea intensificării luptei de clasă. Astfel, în ședința activului de partid din septembrie 1940, primul secretar al CC al PC(b) al Moldovei, Piotr Borodin, afirma în discursul său următoarele: „Dușmanul, tovarăși, este viclean, el nu capitulează, dar, camuflându-se, dibuiește punctele noastre vulnerabile și apoi începe să acționeze" .
În anul 1941, fuge în URSS după eliberarea Basarabiei de Armata Română, devenind membru în Comitetul Militar al Frontului de Sud (în iulie 1941). În perioada 20 februarie 1941 - 5 octombrie 1952 a fost membru al Comisiei Centrale de Revizie a PCUS.